# Kruštík ostrokvětý
Kruštík ostrokvětý (Epipactis leptochila) je vytrvalá rostlina z čeledi vstavačovité.

## Výskyt
Kruštík ostrokvětý se vyskytuje v západní a střední Evropě, přičemž jeho areál rozšíření zahrnuje severní oblasti, včetně Británie a Dánska, a klesá na jih až k Pyrenejím a Středozemnímu moři. Na východě lze nalézt tuto rostlinu až na Slovensku. Stojí za zmínku, že výskyt této rostliny může být na různých lokalitách proměnlivý, a proto nelze vyloučit možnost nových nálezů. Pozorování na území ČR zahrnující nominátní poddruh této rostliny jsou pouze v omezeném množství, především v oblasti Českého středohoří a v Doupovských horách.

## Popis

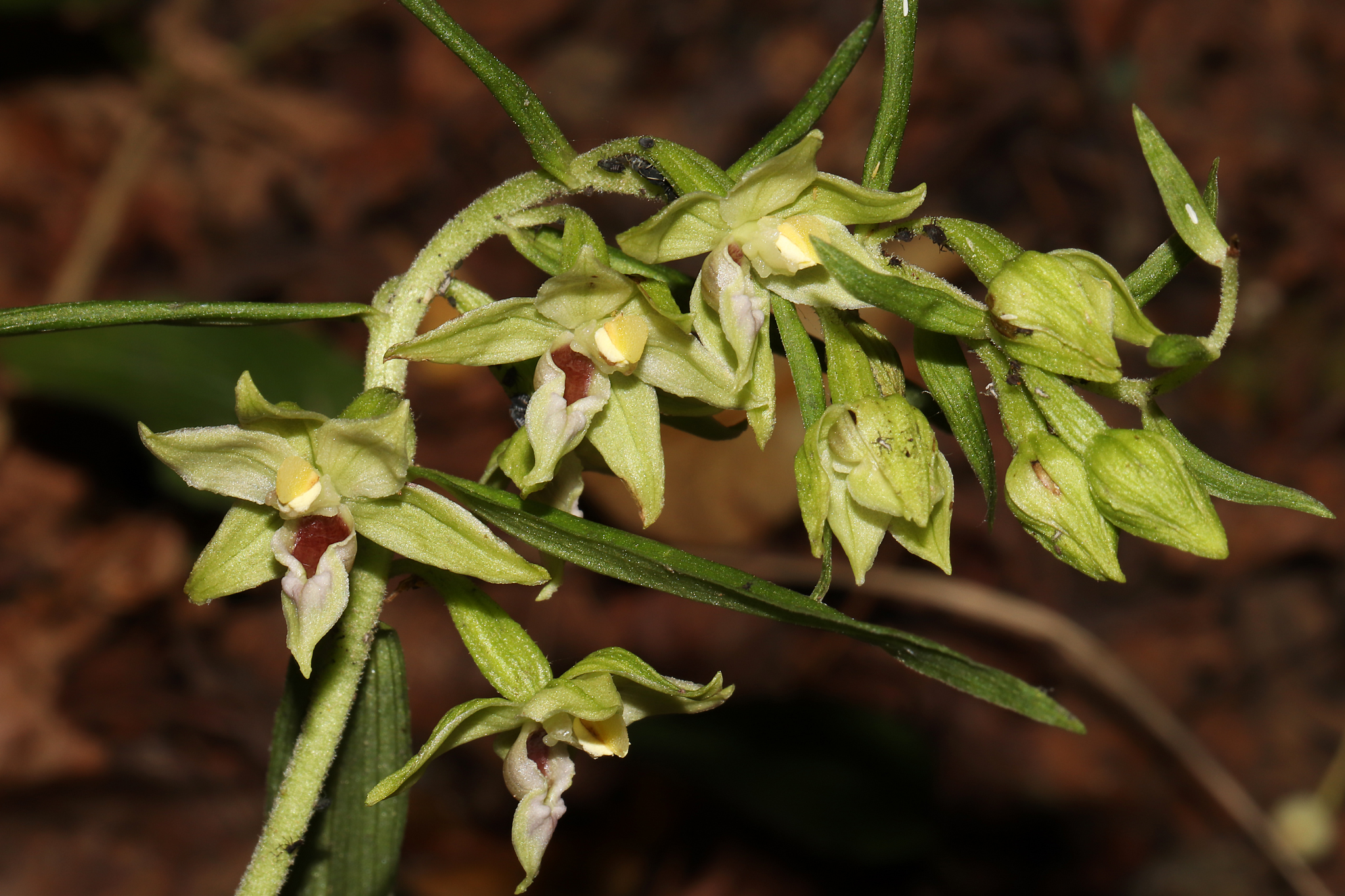
Květenství

Kruštík ostrokvětý je vysoký 25 – 70 cm. Květenství tvoří řídký mnohokvětý klas s 15 – 30 květy, které jsou otevřené až široce otevřené. Kvete v červenci a srpnu. Vnější okvětní lístky jsou kopinaté a světle zelené. Plodem je tobolka, ve které jsou uložena velmi drobná semena.

## Ohrožení
V ČR patří kruštík ostrokvětý ke kriticky ohroženým druhům, na Slovensku se řadí ke zranitelným druhům.